# Język segeju
Język segeju albo daiso – język z rodziny bantu, używany w Kenii. W 1980 roku liczba mówiących wynosiła ok. 12 tys.